# Kevin Boss
Kevin Boss (født 11. januar 1984 i Corvallis, Oregon, USA) er en amerikansk tidligere footballspiller (tight end). Han blev draftet til NFL i 2007, og har tidligere spillet for New York Giants, Oakland Raiders og Kansas City Chiefs.
I sin rookie-sæson var Boss en del af det New York Giants-hold, der vandt Super Bowl XLII over New England Patriots.